# محمد پروانه
محمد پروانه، معروف به پروانه مه‌ولاتی، شاعر و نویسنده ایرانی است.

## زندگی
در مهرماه ۱۳۲۵ در خانواده‌ای متوسط و کشاورز واقع در روستای دوغ آباد از شهرستان مه ولات 
به دنیا آمد، مادر او حافظ قرآن و روحانی بااخلاصی بود، از سواد قدیمه مخصوصاً علوم حوزوی و طب قدیم بهرمند بود. دوبیتی می‌سرود، و همو بود که در این راهِ رنگارنک و پر فضیلت مشوق و راهنمای محمدش بود.
محمد، دوره ابتدائی را در روستا گذراند و اولین سرودهایش مربوط به ۸ یا ۹ سالگی می‌شود.
دیپلم و لیسانس را در مشهد اخذ کرد و از علی شریعتی، غلامحسین یوسفی، جلال متینی تلمذ کرد. او افتخار چاپ اولین کتاب شریعتی را در چاپخانه گوتمبرگ مشهد با نام «ابوذر غفاری» بخود اختصاص داده‌است.
وی در مقطع فوق لیسانس رشته ادبیات، ۱۴ واحد را گذراند، در کلاس‌ها حاضر می‌شد ولی چون چیزی تازه‌ای نیافت که قبلاً نخوانده باشد یا ندیده باشد، دانشگاه را رها کرد و به دانشگاه واقعی یعنی کتابخانه و کتابفروشی‌ها پناه برد. محمد پروانه مه ولاتی، سوای عمری خدمت فرهنگی به عنوان شاعر، هنرمند و نویسنده بنام شهر شاعران و صاحبدلان – نیشابور سبز- نیز معروف است.
محمد پروانه، بازنشسته و دبیر آموزش و پرورش، شاعر و نویسنده است.

## سبک شعری
اشعار پروانه، به لحاظ محتوایی به سان رنگین کمان، متنوع است. مضمون بسیاری از اشعار او را وصف طبیعت، مدح اهل بیت، انتقاد شاعرانه، اعتراض و مبارزه، نفی زندگی ماشینی و ستایس زندگی بی‌آلایش روستایی، آزادگی و مناعت طبع، اندیشه‌های خیام و در نهایت عشق و توصیف نیشابور در بر می‌گیرد. پروانه در وصف نیشابور می‌گوید:
| گر سفاهان نیمه عالم بود |  | شهر نیشابور یک دنیاستی |

## آثار
- «زیر آسمان نیشابور»؛ مجموعه شعر، نام اولین کتاب پروانه‌است که به همت اداره فرهنگ و ارشاد اسلامی نیشابور منتشر گردید. (۱۳۶۹ش)
- «دستور آسان»؛ جهت تدریس در مراکز تربیت معلم
- «روش تدریس نگارش»؛ جهت تدریس در مراکز تربیت معلم
- «خیام بی نقاب»؛ تایپ و تصحیح و ویرایش شده آماده چاپ می‌باشد. استاد دربارهٔ «خیام بی نقاب» می‌گوید: «... بخش‌هایی از کتاب نظریات شخصی مرحوم دکتر علی شریعتی است در مورد خیام نیشابوری، یا نظریات مرحوم دکتر غلامحسین یوسفی که حقیر جزو آخرین گروه دانشجویان کلاسی و دانشگاهی این بزرگواران بوده‌ام. یاد و خاطره هر دو استاد جاودان باد. بطور کلی محتوای «خیام بی نقاب» در رابطه با شناخت یا بهتر بگویم کلید تشخیص رباعیات اصیل این حکیم و ریاضی‌دان یگانه، و نیز مفاهیم برخی از آنهاست که در قالب ۲۰ مقاله یا عنوان تألیف شده‌است».
- «مردان بینالود»؛ مجموعه اشعار وی از سال ۷۰ تاکنون است که پاکنویس و آماده تایپ می‌باشد.
- «از یمن تا نیشابور»؛ حدود ۶۰۰ صفحه می‌باشد این کتاب نزدیک ۴ سال وقت استاد را گرفته‌است زیرا دربارهٔ زندگی فضل بن شاذان بن خلیل ازدی –فقیه، متکلم و محدث اوایل قرن سوم هجری- است که مدارک کمی در این رابطه موجود می‌باشد و ناگزیر استاد شهرها و کتابخانه‌ها و مراکز علمی زیادی را مسافرت نموده تا آن را به پایان رساند. این اثر در نوع خودش کامل، مستند و به شیوه علمی تأیید شده و مرحله ویرایش را می‌گذراند، امید است که بزودی با شکل و هیأتی زیبنده و جالب از چاپ در آید. استاد پروانه مه ولاتی برخی انگیزه‌های تألیف «ازیمن تا نیشابور» را چنین بیان می‌کند: «... تا کنون کاری که در خور و سزاوار این متکلم و محدث عظیم الشان]فضل بن شاذان نیشابوری[ باشد انجام نشده و اگر هم انجام شده، در حد رسالاتی کوتاه بوده که تقریباً از نظر کمیت و محتوا یکسانند... این فقیه شیعه بنا بر روایات عمری طولانی داشته و حاصل این عمر طولانی تعداد ۱۸۰ جلد کتابی است که در موضوعات گوناگون دینی و مذهبی تألیف و تصنیف نموده‌است که متأسفانه جز کتاب بزرگ «الایضاح»، «الغیبه» و «علل و احکام»، بقیه آثار وی به مرور زمان از میان رفته‌است و از سایر رسالات و کتب ایشان جز نامی در کتاب‌های رجال باقی نمانده‌است و این خود تفحص بیشتری را در رابطه با احوال و افکار وی ایجاب می‌کرد...». استاد دربارهٔ وجه تسمیه «از یمن تا نیشابور» می‌گوید: «با عنایت به اینکه در رابطه با فضل بن شاذان در برخی کتب رجال، نیشابوری الاصل، و در برخی، ایرانی الاصل، و در بعضی دیگر اجداد او را به قبیله «ازد»، از قبایل ساکن یمن، دانسته‌اند، بخش بزرگی از از این کتاب را به این موضوع اختصاص داده‌ام تا علت انتصاب وی را به این قبیله بیان کنم و اینکه چگونه شد که فضل در نیشابور ساکن شد، عنوانی که برای این اثر برگزیده‌ام «از یمن تا نیشابور» می‌باشد».
- «نیشابور در آسمان»، نام کتاب در دست تألیف وی است.